# Reforma psiquiátrica no Brasil
A reforma psiquiátrica no Brasil deverá construir um novo estatuto social para o indivíduo em sofrimento psíquico, que lhe garanta cidadania, o respeito a seus direitos e sua individualidade, promovendo sua contratualidade (resgate da capacidade do indivíduo de participar do universo das trocas sociais, de bens, palavras e afetos) e sua cidadania, inclusos aí não só seus direitos como seus deveres como cidadão...

## Diretrizes
A reforma psiquiátrica pretende modificar o sistema de tratamento clínico da doença mental, eliminando gradualmente a internação como forma de exclusão social. Este modelo seria substituído por uma rede de serviços territoriais de atenção psicossocial, visando à integração da pessoa que sofre de transtornos mentais à comunidade.
A rede territorial de serviços proposta na Reforma Psiquiátrica inclui centros de atenção psicossocial (CAPS), centros de convivência e cultura assistidos, cooperativas de trabalho protegido (economia solidária), oficinas de geração de renda e residências terapêuticas, descentralizando e territorializando o atendimento em saúde, conforme previsto na Lei Federal que institui o Sistema Único de Saúde (SUS) no Brasil. Esta rede substituiria o modelo arcaico dos manicômios do Brasil. A proposta da reforma psiquiátrica é a desativação gradual dos manicômios, para que aqueles que sofrem de transtornos mentais possam conviver livremente na sociedade.

## Histórico resumido
A Psiquiatria já nasceu como reforma, a julgar pelo mito de Pinel, que desacorrentou os loucos em Paris, ainda no séc. XVIII, visando um tratamento mais humano. No entanto, as demandas sociais e econômicas de exclusão da loucura predominaram historicamente e, desde então, movimentos reformistas sempre buscaram distanciar-se, mesmo que minimamente, da contenção, seja pela criação de colônias agrícolas no início do século XX, seja pela psiquiatria comunitária das décadas de 60-70.
O que entendemos hoje como reforma psiquiátrica brasileira congrega este questionamento do modelo asilar com o esforço de promoção de cidadania de sujeitos tradicionalmente tutelados. Tomou força na segunda metade da década de 70, em consonância com os movimentos democráticos mais amplos que o país vivia, e fundamentou-se principalmente na concomitante experiência da reforma italiana capitaneada por Franco Basaglia.
O antecedente histórico da Reforma brasileira que mais se afina com as diretrizes atuais das políticas de saúde é o movimento da Psiquiatria Comunitária e Preventiva norte-americana. Baseado em intervenções na comunidade e em prevenção de internações, sua influência se exerceu apesar de uma série de críticas, entre elas a de que a vigilância do preventivismo propiciava a psiquiatrização do social de forma iatrogênica, além de que seu conceito de saúde mental dependia exclusivamente da adaptabilidade ao grupo social, e que portanto suas intervenções eram mais normalizadoras do que promotoras de saúde.

## Políticas públicas de saúde mental
As políticas públicas de saúde mental visam elaborar leis que contribuam para a melhoria no atendimento dos serviços e benefícios para os usuários, transformando aquilo que é individual em ações coletivas, garantindo assim seus direitos sociais. A prática em saúde mental é uma responsabilidade social e deve se relacionar ao desenvolvimento histórico da sociedade.
Nas Conferências Nacionais são discutidas políticas públicas que tem como objetivo a melhoria dos serviços, construções de novos CAPS, Residências Terapêuticas, entre outras demandas características de cada comunidade. As diretrizes e os assuntos discutidos nas Conferências Municipais com representantes de usuários e de prestadores de serviços. Temas como inserção social, comunicação, educação e instrumentos para a consolidação do SUS, são discutidos, elaboram-se proposições de melhoria e então levados, por delegados escolhidos para as Conferências Estaduais e nelas são discutidos os assuntos em maior destaque para a formação ou melhoria das políticas públicas e dos direitos sociais dos usuários.
Assim, as políticas públicas de saúde mental devem discutir e atualizar todos os meios de acesso da população às informações, estudar as demandas através de critérios epidemiológicos, visando melhorias nos serviços principalmente para os usuários facilitando o processo de inclusão e inserção social na comunidade.

## O movimento por uma sociedade sem manicômios e a reforma psiquiátrica
As políticas para a saúde mental foram objeto de vivo interesse de atores sociais que a influenciaram através de atuações externas à gestão sanitária desde a década de 70, determinando, em grande medida, sua trajetória.
O escritor e médico psiquiatra Paulo Amarante define reforma psiquiátrica como um processo histórico de formulação crítica e prática, que tem como objetivos e estratégias o questionamento e elaboração de propostas de transformação do modelo clássico e do paradigma da psiquiatria (1995). No caso brasileiro esse processo é tributário dos debates teóricos e das experiências que constituem o ideário da "nova psiquiatria" (Venancio, 1990).
No Brasil, o processo se iniciou no final da década de 1970, no contexto político de luta pela democratização. O principal marco de sua fundação é a chamada "crise da Dinsam" (Divisão Nacional de Saúde Mental), que eclode em 1978. Os profissionais da área denunciavam as péssimas condições da maioria dos hospitais psiquiátricos do Ministério da Saúde no Rio de Janeiro e vários foram demitidos. No mesmo ano, no V Congresso Brasileiro de Psiquiatria, uma caravana de profissionais da saúde demitidos no processo de lutas da Dinsam divulgou o Manifesto de Camboriú e marcou o I Encontro Nacional de Trabalhadores em Saúde Mental, realizado em São Paulo, em 1979. Neste processo surge o principal protagonista da reforma psiquiátrica brasileira, o Movimento dos Trabalhadores em Saúde Mental (MTSM).
O MTSM foi o primeiro movimento em saúde com participação popular, não sendo identificado com um movimento ou entidade de saúde, mas pela luta popular no campo da saúde mental (...) (Amarante, 1995).
A 8ª Conferência Nacional de Saúde, com 176 delegados eleitos nas conferências estaduais, usuários e outros segmentos representativos é vista como um marco e um ponto de inflexão do processo, pois a partir dela o movimento assumiu o lema "por uma sociedade sem manicômios" e criou o Dia de Luta Antimanicomial (Venancio, 1990). Em particular, nessa trajetória, é importante assinalar a vinda ao Brasil, em 1986, de Franco Rotelli, então secretário geral da Rede Internacional de Alternativas à Psiquiatria, e diretor do Serviço de Saúde Mental de Trieste, desde a saída de Franco Basaglia.
Segundo Amarante, a partir do evento conhecido como Congresso de Bauru (II Congresso Nacional de Trabalhadores de Saúde Mental), a partir da criação de experiências institucionais e associativas alternativas em São Paulo, Santos e Bauru e da elaboração do projeto de lei que mais tarde ficou conhecido como Projeto Paulo Delgado, ocorreu uma ruptura com o processo anterior da reforma psiquiátrica. Passou a haver o reconhecimento da inviabilidade de transformação meramente "por dentro" das instituições e a retomada das perspectivas desinstitucionalizantes e basaglianas do início do MTSM. A partir de então, promoveu-se a abertura do movimento para novos atores, como as associações de usuários e familiares. A partir de 1987, o MTSM passou a denominar-se Movimento por uma Sociedade sem Manicômios. Em 1992, em Brasília, foi realizada a decisiva 2ª Conferência Nacional de Saúde Mental, com 1.500 participantes. Os desafios da desospitalização continuaram ao longo da década, inclusive a partir de uma importante frente parlamentar e do desenvolvimento de experiências alternativas de atendimento como hospital-dia.
A reforma psiquiátrica é o tema de um debate em andamento no Brasil há anos, as resoluções tomadas neste processo ainda não foram totalmente implementadas. Em abril de 2001 foi aprovada a Lei Federal de Saúde Mental, nº 10.216, de autoria do deputado Paulo Delgado, depois de doze anos de tramitação, que regulamenta o processo de Reforma Psiquiátrica no Brasil.

### O caso das três adolescentes carbonizadas
Hospitais psiquiátricos abrigam menores dependentes de drogas e são cenários de tragédias como o caso das três adolescentes que morreram carbonizadas no início de julho de 2006 em um quarto do Hospital Psiquiátrico da Santa Casa de Rio Grande.
Segundo informações do hospital, foram as próprias garotas, de 14, 15 e 17 anos de idade, as autoras do incêndio suicida. Duas delas já haviam recebido alta dos médicos, mas permaneciam internadas por decisão da Justiça.
No dia seguinte às mortes, uma equipe composta, entre outros, por Sandra Fagundes, do Ministério da Saúde e Neuza Guareschi, do Conselho Regional de Psicologia, esteve no local. Foi recebida pelo diretor administrativo do complexo da Santa Casa, Rodolfo de Brito. Segundo ele, a instituição tem uma equipe formada por diversos especialistas, uma residência em psiquiatria, e é considerada uma referência no estado, mas sua vocação não é abrigar dependentes químicos. Na ocasião, o administrador disse, ainda, que a tragédia aconteceu porque, mesmo sem ter estrutura para isso, o hospital é obrigado a acolher os jovens enviados, de forma compulsória, por decisão judicial.
Para apurar o que ocorreu, na Justiça e no hospital, foram instaurados um inquérito policial e um processo do Ministério Público. Os quartos e a enfermaria entraram em reforma no dia seguinte ao incêndio – o que impossibilitou a realização de uma perícia esclarecedora acerca do ocorrido naquela noite.

### O caso Damião Ximenes Lopes
O Brasil foi processado e condenado na Corte Interamericana de Direitos Humanos da Organização dos Estados Americanos (OEA), pela morte de Damião Ximenes Lopes na Casa de Repouso Guararapes, em Sobral, Ceará, em 1999. Foi acusado de violar quatro artigos da Convenção Americana: os direitos à vida, à integridade física, às garantias judiciais e à proteção judicial.
À época, a Subsecretaria de Direitos Humanos da Presidência da República informou que o Estado brasileiro reconheceu que a violação dos direitos à vida e à integridade física "foi consequência da insuficiência de resultados positivos na implementação das políticas públicas de reforma da saúde mental que possibilitassem procedimentos de credenciamento e fiscalização mais eficazes de instituições privadas de saúde".
A defesa brasileira alegou, no entanto, que tal situação "não correspondia" ao atual grau de evolução e implementação das políticas públicas na área de saúde mental e direitos humanos dos pacientes em todo o território brasileiro. No caso particular de Sobral, foram apontados os avanços obtidos com o descredenciamento e fechamento da Casa de Repouso Guararapes e a implementação da Rede de Atenção Integral à Saúde Mental de Sobral (RAISM) e o respeito à memória de Damião, tendo o Centro de Atenção Psicossocial (CAPS) da cidade recebido o seu nome. Em 2006, a Corte Interamericana de Direitos Humanos da OEA condenou o governo brasileiro a pagar aos familiares de Damião, por danos morais e materiais, uma indenização de 278 mil reais, decisão esta cumprida em agosto de 2007. Em ação cível, a Justiça cearense condenou a Casa de Repouso Guararapes, o médico Francisco Ivo de Vasconcelos e o diretor clínico, Sérgio Antunes Ferreira Gomes, a indenizarem a família de Damião em 150 mil reais.

## Justiça Terapêutica
A Justiça Terapêutica é um programa judicial para atendimento integral do indivíduo, adolescente ou maior, envolvido com drogas lícitas ou ilícitas, inclusive alcoolismo, e violência doméstica ou social, priorizando a recuperação do autor da infração e a reparação dos danos à vítima. É um instrumento judicial para evitar a imposição de penas de multa ou até mesmo de prisão que, no caso, podem se mostrar ineficientes, deslocando o foco da punição pura e simples para a recuperação biopsicossocial do agente. Ou seja: a internação numa clínica psiquiátrica, do ponto de vista do tribunal, não implica privação de liberdade.
Segundo pesquisa realizada pelo Centro Brasileiro de Informações Sobre Drogas Psicotrópicas (CEBRID), da Universidade Federal de São Paulo, quase um quinto dos brasileiros entre 12 e 65 anos, em 107 cidades com mais de 200 mil habitantes, já experimentou algum tipo de droga ilegal (outras que não álcool ou tabaco).